# اشترناخ
اشترناخ (به لوکزامبورگی: Iechternach) یک شهرداری در استان اشترناخ کشور لوکزامبورگ است که ۲۰٫۴۹ کیلومترمربع مساحت دارد و جمعیت آن در سال ۲۰۰۹ میلادی ۵۴۵۰ نفر بوده‌است.